# Präsidentschaftswahlen in Niger 1989
Bei den Präsidentschaftswahlen in Niger 1989 wurde mittels Direktwahl der Staatspräsident der Republik Niger gewählt. Die Wahlen fanden am 10. Dezember 1989 statt. Der einzige Kandidat und Wahlsieger war der Amtsinhaber Ali Saïbou.

## Hintergrund
Durch einen Militärputsch im Jahr 1974, der das Ende der Ersten Republik bedeutete, wurde Seyni Kountché das Staatsoberhaupt Nigers. Nach Kountchés Tod wurde General Ali Saïbou im November 1987 sein Nachfolger. Unter Saïbou begann mit dem erfolgreichen Verfassungsreferendum am 24. September 1989 die zunächst als Einparteiensystem der Nationalen Bewegung der Entwicklungsgesellschaft (MNSD-Nassara) konzipierte Zweite Republik. Deren Verfassung sah, wie zuletzt während der Ersten Republik, die Abhaltung von Präsidentschafts- und Parlamentswahlen vor. Die Parlamentswahlen in Niger 1989 fanden am selben Tag wie die Präsidentschaftswahlen statt.
Der einzige Präsidentschaftskandidat war Ali Saïbou, der in seiner Wahlkampagne ankündigte, weiterhin die nationale Selbstversorgung und einen Wirtschaftsaufschwung anzustreben. Als besondere Ziele gab er den Kampf gegen den Analphabetismus, die Entwicklung der Wasserversorgung und der Landwirtschaft sowie die Dezentralisierung des Landes an.
Die Wahlen waren weder kompetitiv noch frei.

## Ergebnisse
Von 3.508.204 registrierten Wählern gingen offiziell 3.334.913 zu den Urnen. Dies entspricht einer Wahlbeteiligung von 95,1 %. Von den abgegebenen Stimmzetteln wurden 3.329.654 (99,8 %) als gültig und 5.259 (0,2 %) als ungültig gewertet.
| Kandidat                     | Partei                       | Stimmenanzahl | Stimmenanteil |
| ---------------------------- | ---------------------------- | ------------- | ------------- |
| Ali Saïbou                   | MNSD-Nassara                 | 3.316.182     | 99,6 %        |
| Ablehnung des Wahlvorschlags | Ablehnung des Wahlvorschlags | 13.417        | 0,4 %         |

## Folgen
Staatspräsident Ali Saïbou wurde am 18. Dezember 1989 für eine Amtszeit von sieben Jahren vereidigt. Wegen des demokratischen Umbruchs in Niger war Saïbou schon ab 1991 nur noch formell Staatsoberhaupt. Seine Amtszeit endete schließlich mit den Präsidentschaftswahlen am 27. März 1993 am Beginn der Dritten Republik.